# Kallipatira-Stadion
Das Kallipatira-Stadion (griechisch Δημοτικό Στάδιο Ρόδου «Καλλιπάτειρα») ist ein barrierefreies Stadion auf der griechischen Insel Rhodos, ca. drei Kilometer vom Zentrum der Stadt Rhodos entfernt  und liegt im Sportzentrum Kallipatira. Benannt ist es nach Kallipatira, einer Tochter des Olympioniken Diagoras aus Rhodos, die der Überlieferung nach eine von zwei verheirateten Frauen war, die den antiken Olympischen Spielen beiwohnten, obwohl verheirateten Frauen bei Todesstrafe die Teilnahme und das Zuschauen bei den Olympischen Spielen verboten war.
Das Stadion war eines der Trainingslager der Paralympics 2004. Von 2005 bis 2006 wurde es komplett renoviert.
Die barrierefreie Anlage verfügt über acht Rund- und acht Sprintbahnen mit einer Tribüne, die 2.000 Sitzplätze bietet. In die Tribüne sind eine  85 m lange Trainingshalle mit vier Laufbahnen und eine Weitsprunggrube integriert als auch ein Gymnastik- und Kraftraum, Krankenzimmer, Sanitär-, Service- und Diensträume. Im südlichen Bereich befinden sich die Anlagen für die Wurfdisziplinen und östlich eine 5-Bahnen-Sprintstrecke für Trainingszwecke. Um das Stadion herum und in der Anlage gibt es eine 1000 m lange Asphaltbahn für Langstreckendisziplinen. Des Weiteren sind 400 Parkplätze vorhanden.
In der Umgebung des Komplexes befinden sich Hotels aller Kategorien, Restaurants, Geschäfte, ein traditionelles Dorf, der Strand und Attraktionen.